# Нюрнбергер-Ланд
Нюрнбергер-Ланд (нем. Nürnberger Land) — район в Германии. Центр района — город Лауф-ан-дер-Пегниц. Район входит в землю Бавария. Подчинён административному округу Средняя Франкония. Занимает площадь 800,09 км². Население — 168 388 чел. Плотность населения — 210 человек/км².
Официальный код района — 09 5 74.
Район подразделяется на 27 общин.

## Города и общины

Городские общины
1. Альтдорф-бай-Нюрнберг (15 283)
2. Лауф-ан-дер-Пегниц (26 248)
3. Рётенбах-ан-дер-Пегниц (12 120)
4. Фельден (1 826)
5. Херсбрукк (12 426)

Ярмарочные общины
1. Нойхаус-ан-дер-Пегниц (2 944)
2. Фойхт (13 355)
3. Шнайттах (8 270)

Сельские общины
1. Альфельд (1 160)
2. Бургтанн (11 428)
3. Винкельхайд (3 979)
4. Зиммельсдорф (3 258)
5. Кирхензиттенбах (2 203)
6. Лайнбург (6 458)
7. Нойнкирхен-ам-Занд (4 716)
8. Оттензос (2 054)
9. Оффенхаузен (1 647)
10. Поммельсбрунн (5 381)
11. Райхеншванд (2 256)
12. Рюккерсдорф (4 462)
13. Форра (1 826)
14. Хаппург (3 688)
15. Хартенштайн (1 398)
16. Хенфенфельд (1 887)
17. Швайг-бай-Нюрнберг (8 385)
18. Шварценбрукк (8 576)
19. Энгельталь (1 154)

Объединения общин
Управление Хаппург
Управление Хенфенфельд
Управление Фельден (Пегниц)

## Население
По оценке на 31 декабря 2015 года население района Нюрнбергер-Ланд составляет 167 643 чел. 

| Дата      | 1840  | 1871  | 1900  | 1925  | 1939  | 1950   | 1961   | 1970   | 1987   | 2011   |
| --------- | ----- | ----- | ----- | ----- | ----- | ------ | ------ | ------ | ------ | ------ |
| Население | 46324 | 52740 | 57639 | 67285 | 77590 | 113094 | 119398 | 136275 | 149127 | 163967 |

| Год       | 1960   | 1970   | 1980   | 1990   | 2000   | 2009   | 2010   | 2011   | 2012   | 2013   | 2014   | 2015   |
| --------- | ------ | ------ | ------ | ------ | ------ | ------ | ------ | ------ | ------ | ------ | ------ | ------ |
| Население | 118432 | 137670 | 147683 | 157408 | 168024 | 166491 | 166260 | 164079 | 164564 | 165000 | 165918 | 167643 |